# Sumingkir (Kutasari)
Sumingkir is een bestuurslaag in het regentschap Purbalingga van de provincie Midden-Java, Indonesië. Sumingkir telt 4236 inwoners (volkstelling 2010).